# Classe Britannia
La classe Britannia est une classe de paquebot transatlantique, la première flotte de paquebots de la Cunard Line. Mise en service en 1840 pour assurer la liaison transatlantique entre Liverpool et Boston via Halifax, elle se compose au départ des trois premiers paquebots (le Britannia, l’Acadia, le Caledonia) commandés par Samuel Cunard à l'ingénieur écossais Charles Napier qui les fait construire sur les chantiers navals de la Clyde en Écosse. Afin d'assurer un service bihebdomadaire, un quatrième paquebot, le Columbia est commandé en 1841 pour compléter la série. Tous les sister-ships du « quatuor » ont les mêmes caractéristiques techniques.
Après la perte du Columbia échoué en 1843 au large de l'île au Phoque (Nouvelle-Écosse, Canada) et afin de continuer à rivaliser avec ses concurrentes, la Cunard Line décide la construction de deux navires supplémentaires (la sous-classe Hibernia) : l’Hibernia et le Cambria.

## Histoire

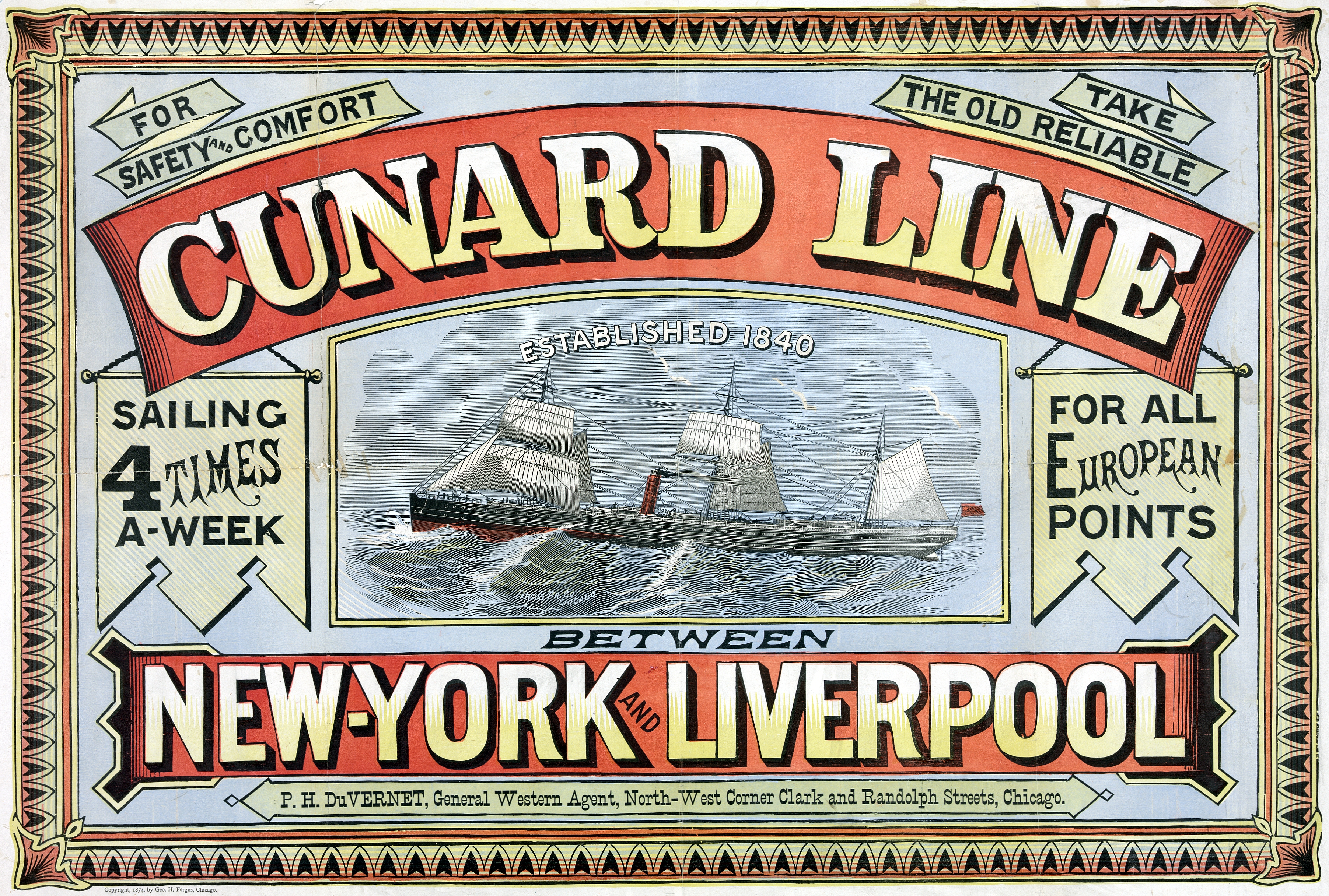
Affiche publicitaire de la Cunard Line (1875)

En 1839, Samuel Cunard fonde la Cunard Line, une compagnie maritime qui dessert la ligne transatlantique entre l'Angleterre et l'Amérique du Nord. Il décroche un contrat de l'Amirauté britannique afin de délivrer le courrier de la Royal Mail, la poste royale britannique. Il commande dès l'année suivante une flotte de 3 paquebots identiques (des sister-ships), suivi d'un quatrième en 1841 afin d'assurer un service bihebdomadaire compte tenu du temps de traversée. C'est la première véritable classe homogène de paquebots dont les caractéristiques sont identiques, ce qui permet à la construction de réduire les coûts pour l'armateur. Tous sont construits dans les chantiers navals de la Clyde en Écosse selon les plans de l'ingénieur écossais Charles Napier,.
Ils desservent la première ligne transatlantique de la Cunard entre Liverpool et Boston via une escale à Halifax en Nouvelle-Écosse (au Canada).

## Caractéristiques
Les premières unités du quatuor sont des versions réduites du Great Western d'Isambard Kingdom Brunel, un ingénieur anglais qui a révolutionné les transports, particulièrement le transport maritime avec ses gigantesques paquebots. Le Great Western est à cette époque le plus grand, le plus gros et le plus rapide du monde depuis qu'il a décroché le Ruban bleu en 1838 et lancé cette compétition de vitesse sur l'océan Atlantique.
Ces paquebots en bois mesurent 63 mètres de long pour 10,4 de large pour 1 150 GRT (grosse tonnes), soit 15 % de moins que le Great Western. La machine à vapeur à deux cylindres inventée par Napier, combinée aux roues à aubes permet de délivrer une puissance de 750 ch, soit seulement 10 de moins que son concurrent. Les paquebots sont équipés de 3 mâts qui, à cette époque, sont encore fréquemment utilisés lors de la traversée.
Compte tenu de l'impératif de transporter le courrier ainsi que le charbon nécessaire, les paquebots laissent peu de place aux 115 passagers qu'ils peuvent transporter. Ceux-ci voyagent à bord d'une classe unique et ne disposent que d'une salle de dîner et d'un petit salon pour dames. Ils côtoient les 225 tonnes de cargaison dans des conditions de voyage très peu confortables, décrites par Charles Dickens qui a effectué une traversée en 1842 avec son épouse à bord du Britannia ; elle l'a rendu si malade qu'il a préféré réaliser la traversée retour à bord d'un voilier.

## Flotte du quatuor original

### Britannia
Le Britannia est le premier navire de la nouvelle classe, dont elle a pris le nom. Il est construit à Greenock et effectue son voyage inaugural le 4 juin 1840. En août 1840, il parvient à s'emparer du record de vitesse dans le sens ouest - est précédemment détenu par le Great Western en effectuant la traversée entre Halifax et Liverpool en 9 jours, 21 heures et 44 minutes à une vitesse moyenne de 10,98 nœuds. Il échoue cependant à décrocher le Ruban bleu. Il conserve ce record pendant deux ans avant que son concurrent le regagne à nouveau en 1842.
En 1849, il est vendu à la marine de la Confédération germanique, équipé en navire militaire avec 9 canons et rebaptisé SMS Barbarossa. Lors de la bataille navale de Heligoland en 1849, il est le navire amiral de la flotte impériale contre la flotte danoise. En 1852, il est de nouveau vendu à la marine prussienne et sert de baraquement à quai à Dantzig jusqu'à ce qu'il soit retiré du service actif et détruit en 1880.

### Acadia
L’Acadia est l'un des deux seuls navires de la classe à n'avoir jamais battu de record de vitesse. Lui aussi vendu en 1849 à la marine de la Confédération germanique, il est converti en frégate et rebaptisé Ersherzog Johann. Après la dissolution de la flotte en 1852, il est revendu à une nouvelle compagnie transatlantique de Brême, la W. A. Fritze & Company qui le reconvertit à nouveau en paquebot transatlantique et le rebaptise Germania. Il sert de transport de troupes durant la guerre de Crimée avant d'être revendu à des propriétaires britanniques. Il est utilisé une dernière fois comme transport de troupes lors d'une insurrection dans l'Empire des Indes avant d'être finalement démoli en 1858.

### Caledonia
Le Caledonia, comme l'Acadia, ne battra aucun record de vitesse au cours de sa carrière. Vendu à la marine espagnole en 1850, il disparaît au large de La Havane en 1851.

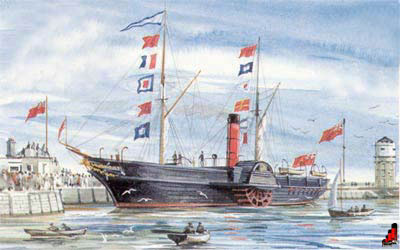
Le RMS Columbia (1841), premier Ruban bleu de la Cunard Line

### Columbia
Le Columbia est commandé un an après les trois premiers navires de la classe afin d'assurer deux services par mois sur la ligne transatlantique. Il est le premier navire de la Cunard à décrocher le prestigieux Ruban bleu en 1843, ravissant le trophée au Great Western le 15 juin 1842 au cours d'une traversée entre Liverpool et Halifax réalisée en 10 jours et 19 heures à une vitesse moyenne de 9,78 nœuds. La même année, il parvient aussi à battre le record de vitesse dans le sens contraire (ouest - est) détenu lui aussi par le géant de Brunel. L'année de son exploit est aussi celle de sa fin.
Le 2 juillet 1843, au cours d'une traversée entre Boston et Halifax, il s'échoue à cause du brouillard sur un récif (l'îlot de Devil's Limb) à 2 kilomètres à l'ouest de Seal Island (l'île au Phoque) au large de la Nouvelle-Écosse (Canada). Heureusement, tous ses passagers sont rescapés sans perte.

## La sous-classe Hibernia
Afin de pouvoir mieux desservir le contrat de transport de courrier, vital pour la compagnie tandis que nombre de ses concurrentes font faillite, la Cunard Line commande dès 1843 deux nouveaux navires qui peuvent compenser la perte du Columbia. Les deux nouveaux sister-ships ont des caractéristiques améliorées (1 400 GRT au lieu de 1 150, 1 040 CV au lieu de 750 et 66,7 mètres soit environ 3 mètres de plus). Ils  forment la sous-classe Hibernia, du nom du premier mis en service des deux.

### Hibernia
Entré en service en 1843, l’Hibernia succède immédiatement au Columbia au palmarès du record de vitesse ouest - est qu'il détient pendant 6 ans. En 1848, il est aussi le premier navire de la compagnie à inaugurer la nouvelle ligne à destination de New York, appelée à devenir la ligne phare de tous les paquebots transatlantiques. Vendu comme le Caledonia à la marine espagnole en 1850, il est aussi porté disparu en 1868.

### Cambria
Le Cambria est le dernier-né de la classe Britannia. C'est lui qui remplace officiellement le Columbia puisqu'il est commandé peu après sa perte. Il succède à son prédécesseur en décrochant à son tour le Ruban bleu le 29 juillet 1845 après une traversée entre Livberpool et Halifax effectuée en 9 jours, 20 heures et 30 minutes à une vitesse moyenne de 10,71 nœuds. Il détient le trophée pendant 3 ans pour la Cunard Line.
Malgré un échouement au cap Cod en 1846, il est renfloué et reprend du service. Un temps réquisitionné comme transport de troupes durant la guerre de Crimée, il est temporairement affecté à la ligne de Boston en attendant la mise en service du Persia puis mis en réserve. Il effectue quelques voyages pour l'European and Australian Royal Mail Company avant d'être vendu en 1860 à la marine italienne, puis démoli en 1875.

## Sources et références
1. 1 2 3 4  Kludas 1999
2. 1 2 3 4 5 6  Gibbs 1957
3. 1 2 3 4 5 6  (en) Liste des détenteurs du Ruban bleu, Greatships.net, consulté le 4 décembre 2010
4. 1 2  (en) Fiche du naufrage du Columbia; Nova Scotia shipwrecks ; consulté le 4 décembre 2010

- (en) Cet article est partiellement ou en totalité issu de l’article de Wikipédia en anglais intitulé « Britannia class steamship » (voir la liste des auteurs).